# Argyrodes incursus
Argyrodes incursus là một loài nhện trong họ Theridiidae.
Loài này thuộc chi Argyrodes. Argyrodes incursus được miêu tả năm 1989 bởi Gray & Anderson.